# Dobročkov
Dobročkov (německy Dobrusch) je osada, část obce Ktiš v okrese Prachatice v Jihočeském kraji. Nachází se asi 2,5 kilometru východně od Ktiše. Jsou zde evidovány čtyři adresy. V roce 2011 zde trvale žili čtyři obyvatelé.
Dobročkov je také název katastrálního území o rozloze 9,73 km². V katastrálním území Dobročkov leží i Březovík.

## Historie
První písemná zmínka o vesnici pochází z roku 1310, kdy brixenský biskup Hermann dal městečku Chvalšiny připsat tři vsi, a to Třebovice (Trzebowitz),  Březovík (Ribsbrunn) a Dobročkov (Dobrusch).,  Dobročkov vznikl na linecké stezce. Byl majetkem zlatokorunského kláštera. Jako většina klášterních vesnic, patřících tomuto klášteru, se  Dobročkov v době husitských válek stal součástí rožmberského panství. Oldřich II. z Rožmberka dostal klášterní majetky nejprve v roce 1420 do zástavy od krále Zikmunda a později si je přivlastnil na základě padělané listiny. V 1450 byl Dobročkov již zapsán jako majetek Rožmberků. Petr Vok z Rožmberka prodal v roce 1602 českokrumlovské panství králi Rudolfu II., který jej po bitvě na Bílé hoře v roce 1622 daroval  Janu Oldřichovi z Eggenbergu. Za třicetileté války byl Dobročkov zpustošen a zničen. Po skončení války byl Dobročkov a okolí několikrát zasažen morem. Po vymření Eggenberků v roce 1719 připadl Dobročkov Schwarzenbergům.
V roce 1930 zde žilo 549 obyvatel. V letech 1938 až 1945 byl Dobročkov v důsledku uzavření Mnichovské dohody přičleněn k nacistickému Německu. Po druhé světové válce byli původní obyvatelé vysídleni. Původní domy byly, kromě jednoho, zbourány.[zdroj⁠?!]

## Přírodní poměry
Severovýchodně od vesnice se nachází přírodní památka Dobročkovské hadce se svahovými loukami na hadcovém podkladu s částečně teplomilnou a suchomilnou květenou. Jižně od vesnice leží přírodní rezervace Hadce u Dobročkova.

## Obyvatelstvo
| Rok            | 1869 | 1880 | 1890 | 1900 | 1910 | 1921 | 1930 | 1950 | 1961 | 1970 | 1980 | 1991 | 2001 | 2011 | 2021 |
| -------------- | ---- | ---- | ---- | ---- | ---- | ---- | ---- | ---- | ---- | ---- | ---- | ---- | ---- | ---- | ---- |
| Počet obyvatel | 171  | 182  | 146  | 159  | 132  | 161  | 160  | 106  | 0    | 0    | 0    | 0    | 1    | 4    | 3    |
| Počet domů     | 22   | 22   | 22   | 23   | 22   | 23   | 23   | 19   | 0    | 0    | 0    | 0    | 1    | 4    | 3    |

## Obecní správa
Při sčítání lidu v letech 1850–1963 Dobročkov byl samostatnou obcí v okrese Český Krumlov (v letech 1850–1910 Krumlov). V následujícím období byla osada úředně zrušena a jako část obce Ktiš byla obnovena 1. června 2000 v okrese Prachatice. V letech 1850–1963 k obci patřil Březovík.

## Pamětihodnosti
- Uprostřed návsi je křížek s datací 1880

## Galerie

Dobročkov
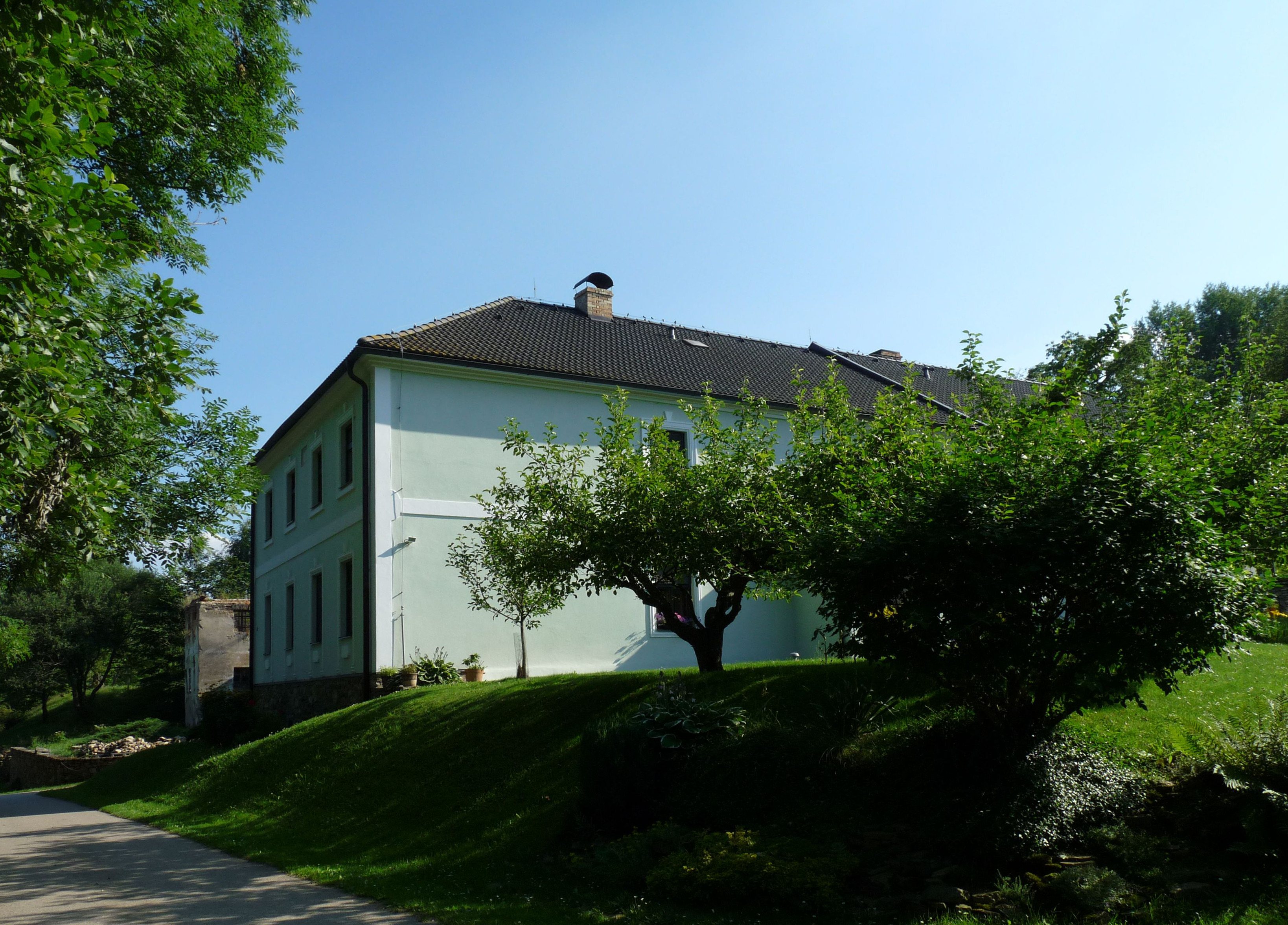
Stavení čp. 17
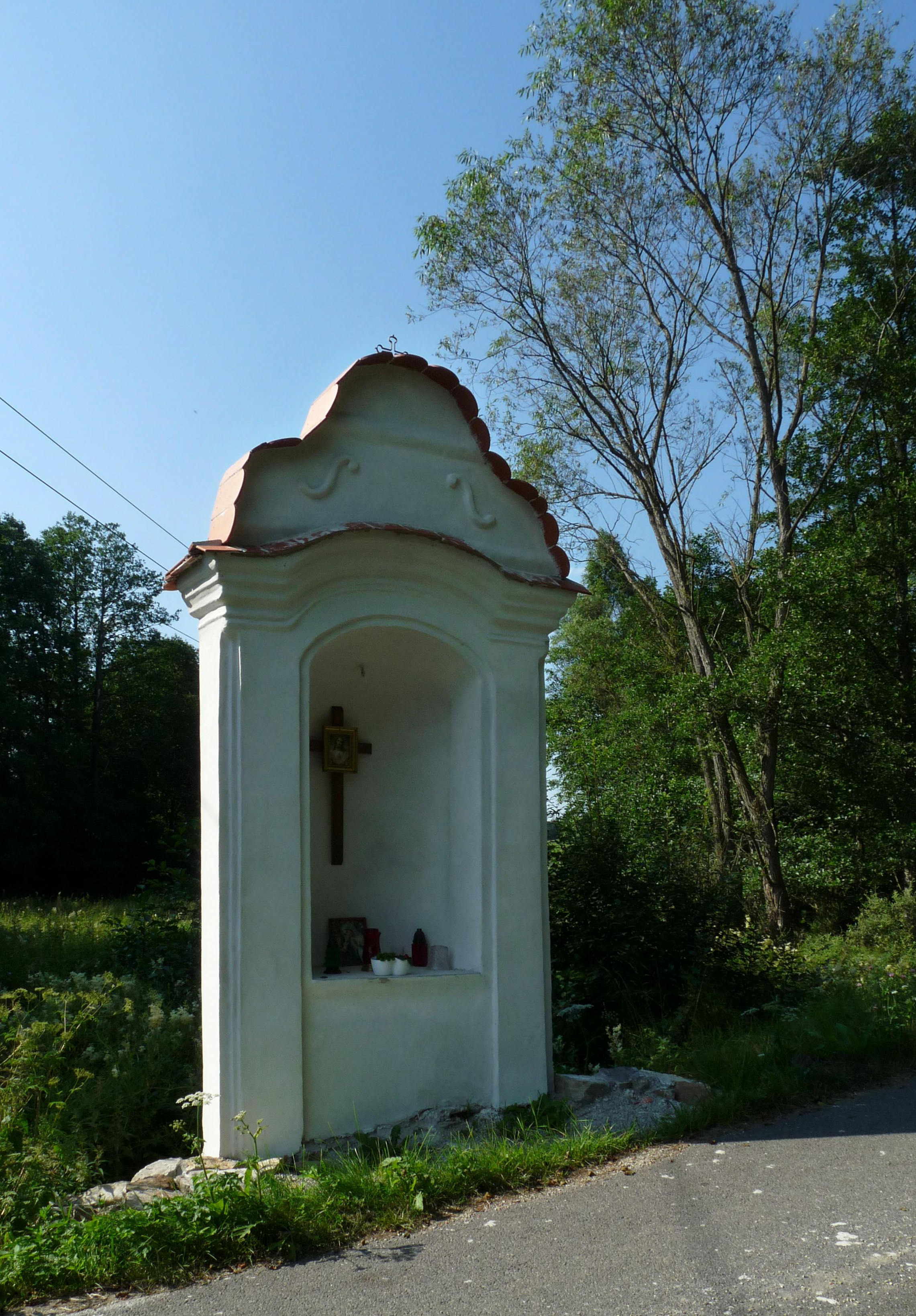
Kaplička
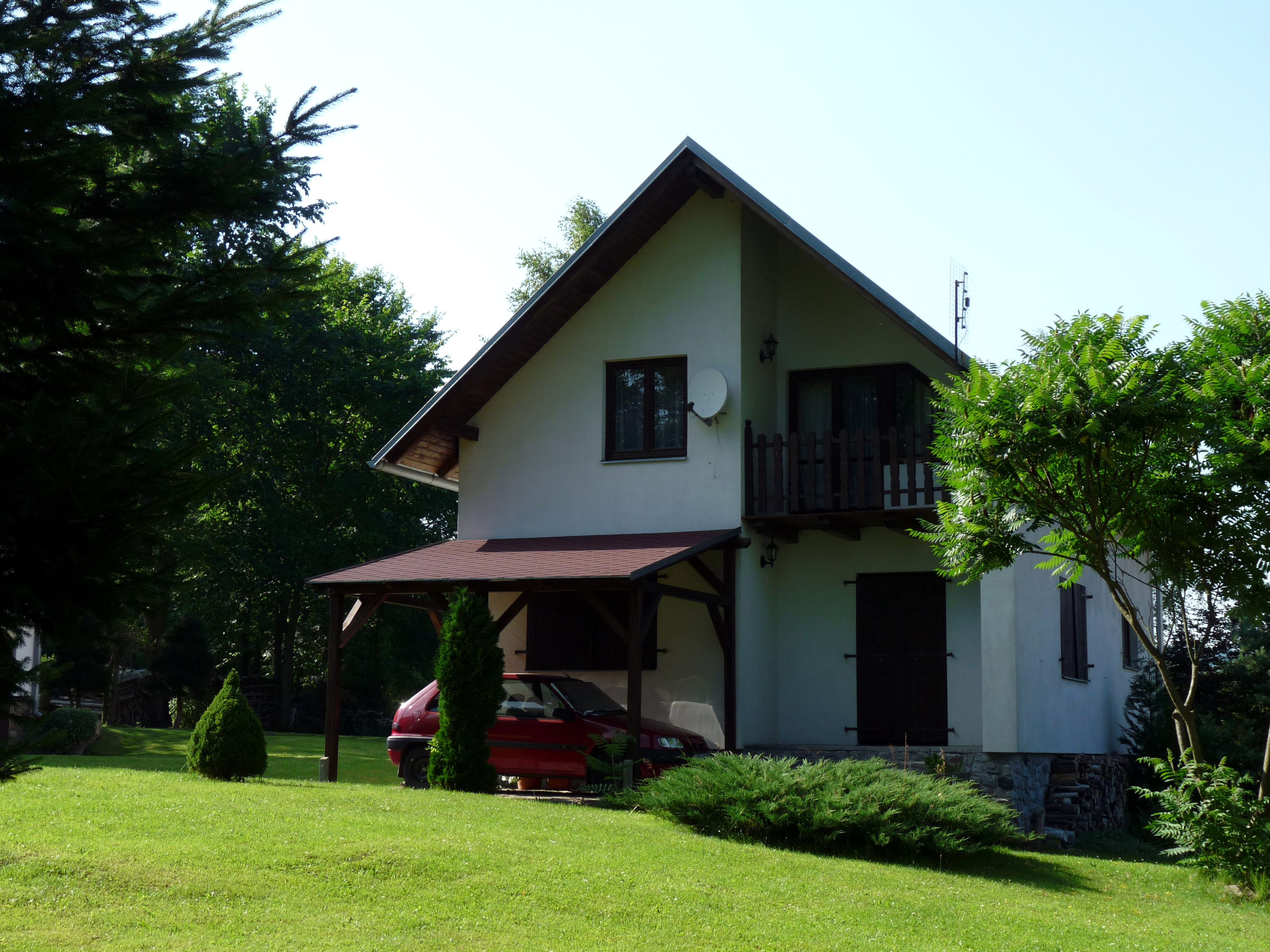
Dům čp. 9
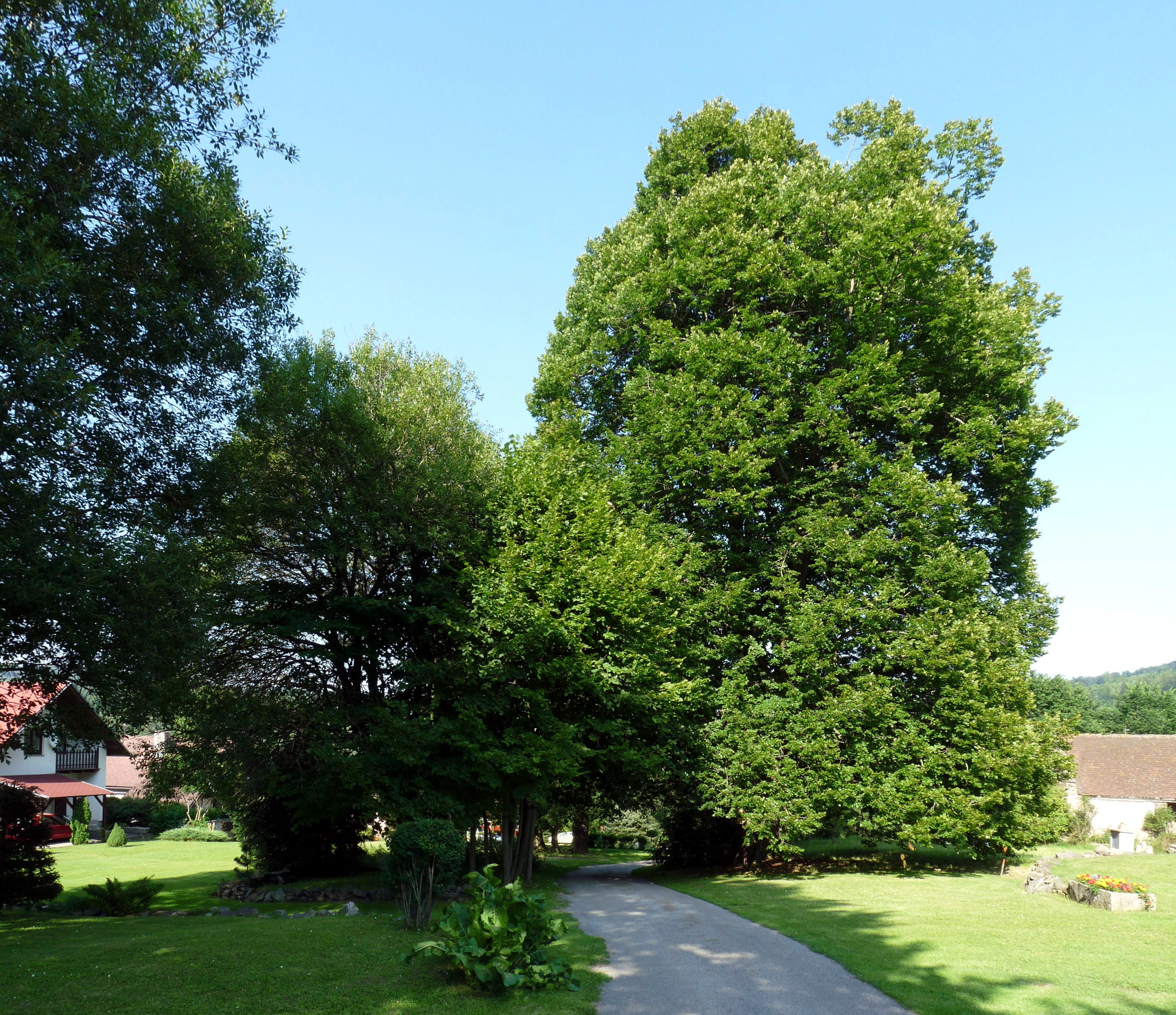
Dobročkovské lípy